# بیمارستان امام خمینی (آباده)
بیمارستان امام خمینی بیمارستانی است درمانی واقع در شهر آباده، استان فارس وابسته به دانشگاه علوم پزشکی شیراز با ظرفیت ۱۷۷ تخت فعال که در سال ۱۳۵۵ شمسی تأسیس گردید و  در سال ۱۳۹۴ به ساختمان جدید منتقل گردید که با  ۳۰۰ تخت مصوب و ۱۸۰ تخت فعال به همراه ۴۰۰ پرسنل کارآزموده و همکاری ۲۴ پزشک متخصص آماده ی خدمت رسانی به بیماران شمال فارس ودیگربیماران محترم میباشد.

## بخش‌های بستری بیمارستان[۱]
- داخلی
- جراحی زنان و زایمان
- جراحی عمومی
- جراحی مغز و اعصاب
- ارولوژی
- ENT
- چشم
- ارتوپدی
- CCU
- اطفال
- NICU
- اورژانس
- ICU جنرال
- نوزادان
- پست پارتوم
- مراقبتهای دوران بارداری
- داخلی اعصاب
- post CCU
- جراحی قلب
- آنژیوگرافی واورژانس قلب